# Арлјан (Долина Аосте)
Арлјан је насеље у Италији у округу Долина Аосте, региону Долина Аосте.
Према процени из 2011. у насељу је живело 14 становника. Насеље се налази на надморској висини од 730 м.